# Rhynchocyon chrysopygus
Rhynchocyon chrysopygus é uma espécie de musaranho-elefante da família Macroscelididae. É endêmica do Quênia, onde pode ser encontrada somente na região costeira do Parque Nacional de Arabuko Sokoke ao norte de Mombassa.